# Ardalan Shekarabi

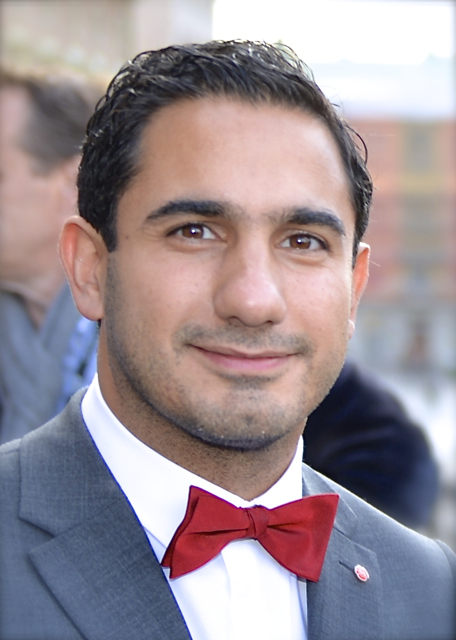
Ardalan Shekarabi (2014)

Ardalan Shekarabi (* 28. November 1978 in Manchester, Vereinigtes Königreich) ist ein schwedischer Politiker (SAP). Shekarabi war vom 1. Oktober 2019 bis 17. Oktober 2022 Sozialversicherungsminister in den Regierungen Löfven II und Löfven III. Zuvor war er von 2014 bis 2019 Zivilminister.

## Werdegang
Shekarabi lebte in seinen ersten Lebensjahren im Iran. 1989 wanderte er mit seiner Familie nach Schweden aus. Ihr Asylantrag wurde zunächst abgelehnt. Bis sie 1991 aus humanitären Gründen eine dauerhafte Aufenthaltserlaubnis erlangten, hielt sich die Familie Shekarabi illegal in Schweden auf. 2007 schloss Shekarabi sein Jurastudium an der Universität von Uppsala mit einem Master of Laws ab.
Shekarabi war von 2003 bis 2005 Sprecher der Jugendorganisation der SAP, des Schwedischen Sozialistischen Jugendbundes (SSJ). Aufgrund von Vorwürfen, Shekarabi habe Gelder eines gemeinnützigen Projektes des SSJ für seine Wahlkampagne zweckentfremdet und des Verdachts, dass es bei den Mitgliedszahlen zu Manipulationen gekommen sei, trat er zurück.
Shekarabi kandidierte für die Sozialdemokraten bei der Europawahl 2009, erreichte aber nur einen Nachrückerplatz. Bei der Reichstagswahl 2010 wurde er Nachrücker für den Wahlkreis Stockholms län. Er war Vorsitzender einer Krisenkommission der Sozialdemokraten nach der Wahlniederlage 2010. Im April 2013 rückte Shekarabi in den Reichstag nach. Nach der gewonnenen Reichstagswahl 2014 wurde Shekarabi Zivilminister in der Regierung Löfven I. Am 1. Oktober 2019 wechselte er auf den Posten des Sozialversicherungsministers, nachdem Annika Strandhäll aus persönlichen Grunden zurückgetreten war. Er übte das Amt bis 17. Oktober 2022 aus.